# José Dias de Melo
José Dias de Melo OIH (Calheta de Nesquim, Lajes, Ilha do Pico, 8 de abril de 1925 - São José (Ponta Delgada), Ponta Delgada, Ilha de São Miguel, 24 de setembro de 2008), foi um autor e escritor  Açoriano.

## Biografia
Dias de Melo concluiu os estudos liceais na cidade da Horta, Ilha do Faial, onde se estreou na imprensa. Colaborou com os jornais regionais O Telégrafo, Ilha, Correio dos Açores e Açoriano Oriental, bem como com os jornais nacionais Diário de Notícias e Diário de Lisboa. Fundou, juntamente com colegas do Liceu da Horta, a Associação Cultural Académica, em novembro de 1944.
Em 1949, radicou-se em Ponta Delgada, Ilha de São Miguel, onde foi professor do Ensino primário e, posteriormente, do preparatório, nível em que também lecionou na Cova da Piedade, Almada (1976-1977) e nas Lajes do Pico, Ilha do Pico (1978-1979).
Faleceu aos 83 anos em Ponta Delgada, no dia 24 de setembro de 2008.

## A escrita de Dias de Melo
A sua estreia em livro fez-se com os poemas de Toadas do Mar e da Terra (1954), mas a sua escrita cedo infletiu para a narrativa com as «crónicas romanceadas» de Mar Rubro (1958). A partir daí, a sua obra construiu-se com uma notória regularidade e também sob o signo da diversidade, patente na publicação de crónicas, romances, contos, relatos de viagem, trabalhos de investigação e recolha etnográfica, havendo a destacar o vasto recurso ao testemunho oral, como ocorre em Na Memória das Gentes, obra em que as vozes individuais se entrecruzam na composição geral de um complexo tecido histórico e social picoense.
A diversidade da obra de Dias de Melo mantém-se, no entanto, fiel a um principal núcleo temático: a experiência de vida do homem açoriano, particularmente a do baleeiro picoense, cuja saga individual e histórica proporcionou ao autor algumas das suas páginas mais dramáticas e pungentes.
Entre a matéria de evocação e a de natureza ficcional, por vezes articuladas de modo indestrinçável, a obra de Dias de Melo dá-nos um vasto quadro da vivência humana numa comunidade rural-marítima fechada, com os seus sonhos e fracassos, as suas intrigas e os gestos solidários, a luta contra as forças da natureza e os interesses sociais.
Quando a sua narrativa se expande até ao espaço urbano, deparamo-nos igualmente com um narrador comprometido com a sorte dos mais fracos e das vítimas da engrenagem social. O autor assume, aliás, as suas afinidades com o posicionamento estético e a visão do mundo próprios dos neorrealistas e poderemos ainda detetar a sua proximidade em relação a autores como Erskine Caldwell ou John Steinbeck. Aliás, visita à casa e ao território deste último e das suas personagens deu origem a uma longa e efusiva crónica, «O Santuário de Steinbeck», incluída em Das Velas de Lona às Asas de Alumínio.
A obra de Dias de Melo ocupa hoje um lugar singular no âmbito da literatura açoriana, como o atesta o reconhecimento das gerações que se lhe seguem.

## Obras
- Toadas do Mar e da Terra, poesia (1954)
- Mar Rubro, crónicas romanceadas (1998)
- Antologia poética (1962)
- Pedras Negras, narrativa (1964)
- Cidade Cinzenta, contos e crónicas (1971)
- Tentativas de Teatro na Escola, dissertação didático-pedagógica (1973)
- Na Noite Silenciosa, poesia (1973)
- Mar pela Proa, romance (1976)
- Vinde e Vede, contos e crónicas (1983)
- Vida Vivida em Terras de Baleeiros, crónica (1985)
- Na Memória das Gentes, Livro I, etnografia (1985)
- Uma Estrela nas Mãos do Homem, conto (1986)
- Lira Nossa Senhora Calhetense, monografia (1988)
- Das Velas de Lona às Asas de Alumínio, crónicas de viagem (1990)
- Na Memória das Gentes, Livro II, etnografia (1991)
- Na Memória das Gentes, Livro III, etnografia (contos populares) (1991)
- Nem Todos Têm Natal, novela (1991)
- O Menino Deixou de Ser Menino, novela (1992)
- Tempos Últimos, romance (1992)
- Aquém e Além-Canal, crónicas (1992)
- A Viagem do Medo Maior, novela (1993)
- Pena Dela Saudades de Mim, contos (1994)
- Crónicas do Alto da Rocha do Canto da Baía, crónicas (1995)
- Inverno sem Primavera, estórias (1996)
- O Autógrafo, romance (1999)
- Reviver: Na Festa da Vida a Festa da Morte, narrativa (2000)
- À Boquinha da Noite, crónicas (2001)
- Milhas Contadas, romance (2002)
- Poeira do Caminho, crónicas (2004)

## Distinções
- Oficial da Ordem do Infante D. Henrique (27/01/1990) [4]
- Cidadão Honorário e Chave de Ouro do Concelho das Lajes do Pico (14/05/2002)
- Insígnia Autonómica de Reconhecimento (06/05/2008)